# Tutto da capo (singolo)
Tutto da capo un singolo dei Gemelli DiVersi pubblicato nel 2013, sesto estratto dall'album omonimo.

## Videoclip
Il video, è il racconto del Tour 2013 dei Gemelli DiVersi. 
Nel videoclip fa un breve cameo il celebre rapper J-Ax, fratello maggiore di Grido, membro della band.